# Mickaël Le Bihan
Pour les articles homonymes, voir Le Bihan.
Mickaël Le Bihan, né le 16 mai 1990 à Ploemeur (Morbihan), est un footballeur français qui joue au poste d'attaquant.

## Biographie

### Jeunesse et formation
Né à Ploemeur, Mickaël Le Bihan a passé une partie de sa jeunesse près de Saint-Raphaël (Var) où il a commencé à pratiquer le football avant de repartir en Bretagne du côté de Lorient.
Passé par les équipes de jeunes du FC Lorient avec lequel il évolue en équipe réserve, il signe au CS Sedan-Ardennes pour la saison 2009-2010.

### Débuts professionnels à Sedan (2009-2013)
Il dispute son premier match professionnel le 23 janvier 2010 en Coupe de France contre l'équipe de l'AS Saint-Ouen-l'Aumône. Il rentre à la 69e minute à la place de Lossémy Karaboué et délivre une passe décisive pour une victoire finale 3-0 de son équipe.
Auteur de bonnes performances avec la réserve, il signe son premier contrat professionnel en avril 2010 pour une durée d'un an.

### Le Havre AC (2013-2015)

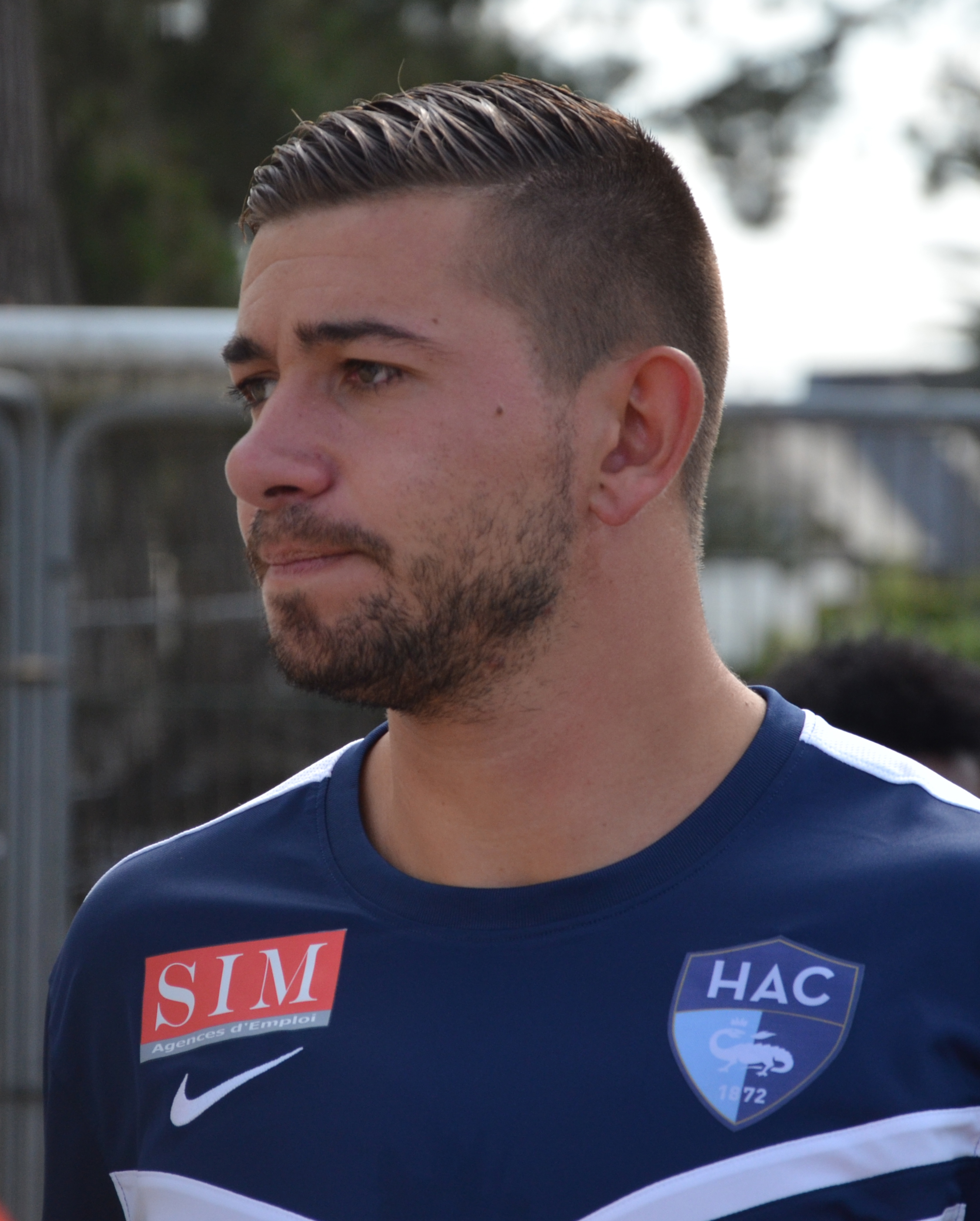
Mickaël Le Bihan avec le maillot du HAC en juillet 2015.

Le 17 juin 2013, il signe un contrat de 3 ans en faveur du Havre AC. Il porte le numéro 21 puis le numéro 8 à partir de la saison 2014-2015 qu'il dispute en tant qu'avant-centre titulaire à la suite du départ de Yohann Rivière pour Dijon. Au cours de cette saison 2014-2015, il termine meilleur buteur du championnat. 
Après deux saisons en Normandie, il est transféré à OGC Nice pour un montant d'environ 1,5 million d'euros, lors des derniers jours du mercato estival. 

### OGC Nice (2015-2019)
Il joue son premier match avec la réserve et inscrit son premier but contre Arles-Avignon le 5 septembre lors d'un match de CFA. Il inscrit son premier but lors de sa première titularisation en Ligue 1 contre Bordeaux (victoire 6-1) et y adresse également sa première passe décisive. 
Cependant, sa découverte de l'élite française tourne court en raison d'une fracture de fatigue au pied droit. Son retour sur les terrains est dans un premier temps attendu pour février 2016, mais il doit finalement subir une opération en janvier qui met un terme à sa saison. En avril 2016, il fait partie d'une liste de 58 joueurs sélectionnables en équipe de Bretagne, dévoilée par Raymond Domenech qui en est le nouveau sélectionneur.
Après une longue période de 17 mois sans jouer, il effectue son retour le 24 février 2017 lors d'un match de championnat à domicile contre Montpellier. Ce retour se déroule de la meilleure des façons : entré en jeu à la 60e minute du match alors que son équipe est menée 0-1, il marque deux buts qui donnent la victoire à son équipe (2-1).

### AJ Auxerre (2019-2021)
Le 30 août 2019, Mickaël Le Bihan signe à l'AJ Auxerre. Sa première saison est mitigée. Perturbée par la pandémie de Covid-19, le championnat est arrêté après 28 journées. Il a alors participé à 17 rencontres pour 4 buts inscrits et 2 passes décisives délivrées. L'AJA réalise une saison moyenne, se classant 11e du championnat.
La saison 2020-2021 est d'un tout autre acabit. Le club auxerrois lutte tout au long de la saison pour la montée en Ligue 1. Le Bihan est un acteur majeur des performances de son équipe, auteur de 19 buts et 5 passes décisives, seulement devancé par Mohamed Bayo au classement des meilleurs buteurs de Ligue 2. L'AJA échoue néanmoins à accrocher les barrages de promotion, se classant 6e.

### Dijon FCO (2021-2023)
Le 18 mai 2021, en fin de contrat avec l'AJA, un accord de principe est trouvé avec le Dijon FCO pour un contrat de trois ans.

### SM Caen (depuis 2023)

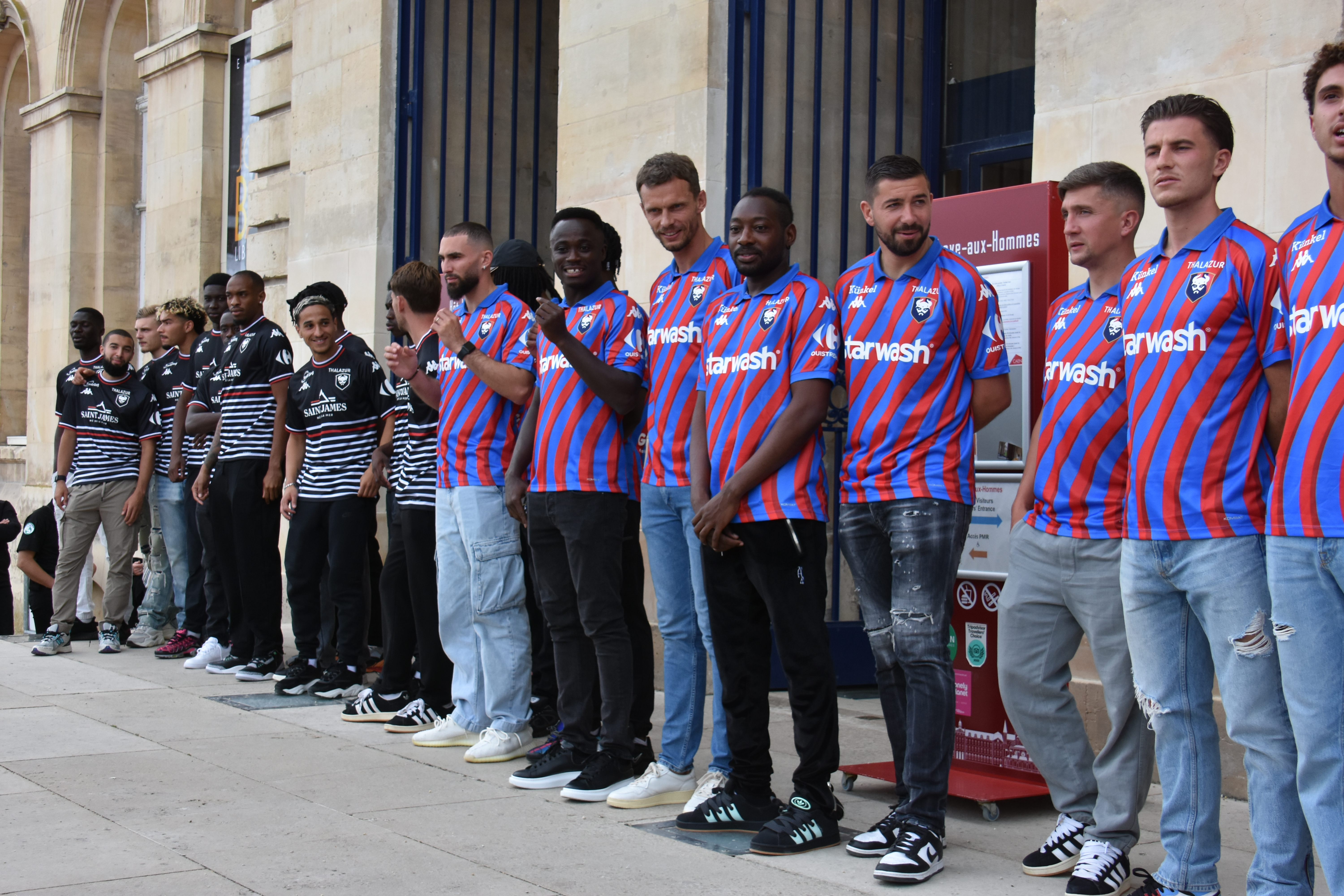
Le Bihan, 4e en partant de la droite, sous le maillot caennais en 2024.

Le 1er septembre 2023 il rejoint le Stade Malherbe Caen et signe un contrat jusqu'en 2025. Il joue régulièrement au cours de sa première saison, dans une position plus reculée qu'auparavant, mais connaît une deuxième saison plus frustrante, où il ne marque pas et ne peut empêcher la relégation du club en National.

## Statistiques détaillées
| Saison                | Club                  | Championnat           | Championnat | Championnat | Championnat | Coupe nationale | Coupe nationale | Coupe nationale | Coupe de la Ligue | Coupe de la Ligue | Coupe de la Ligue | Total | Total | Total |
| Saison                | Club                  | Division              | M.          | B.          | P.d.        | M.              | B.              | P.d.            | M.                | B.                | P.d.              | M.    | B.    | P.d.  |
| 2009-2010             | CS Sedan Ardennes     | Ligue 2               | 2           | 0           | 0           | 1               | 0               | 0               | -                 | -                 | -                 | 3     | 0     | 0     |
| 2010-2011             | CS Sedan Ardennes     | Ligue 2               | 12          | 0           | 1           | -               | -               | -               | -                 | -                 | -                 | 12    | 0     | 1     |
| 2011-2012             | CS Sedan Ardennes     | Ligue 2               | 12          | 0           | 0           | 1               | 1               | 0               | 4                 | 1                 | 0                 | 17    | 2     | 0     |
| 2012-2013             | CS Sedan Ardennes     | Ligue 2               | 36          | 7           | 2           | 3               | 2               | 0               | 1                 | 0                 | 0                 | 40    | 9     | 2     |
| Sous-total            | Sous-total            | Sous-total            | 62          | 7           | 3           | 5               | 3               | 0               | 5                 | 1                 | 0                 | 72    | 11    | 3     |
| 2013-2014             | Le Havre AC           | Ligue 2               | 31          | 8           | 0           | -               | -               | -               | 2                 | 1                 | 0                 | 33    | 9     | 0     |
| 2014-2015             | Le Havre AC           | Ligue 2               | 36          | 18          | 1           | 1               | 0               | 0               | 1                 | 0                 | 0                 | 38    | 18    | 1     |
| 2015-2016             | Le Havre AC           | Ligue 2               | 2           | 0           | 0           | -               | -               | -               | -                 | -                 | -                 | 2     | 0     | 0     |
| Sous-total            | Sous-total            | Sous-total            | 69          | 26          | 1           | 1               | 0               | 0               | 3                 | 1                 | 0                 | 73    | 27    | 1     |
| 2015-2016             | OGC Nice              | Ligue 1               | 3           | 1           | 1           | -               | -               | -               | -                 | -                 | -                 | 3     | 1     | 1     |
| 2016-2017             | OGC Nice              | Ligue 1               | 10          | 3           | 1           | -               | -               | -               | -                 | -                 | -                 | 10    | 3     | 1     |
| 2017-2018             | OGC Nice              | Ligue 1               | 7           | 0           | 0           | -               | -               | -               | -                 | -                 | -                 | 7     | 0     | 0     |
| 2018-2019             | OGC Nice              | Ligue 1               | 5           | 1           | 0           | -               | -               | -               | -                 | -                 | -                 | 5     | 1     | 0     |
| 2019-2020             | OGC Nice              | Ligue 1               | 2           | 0           | 1           | -               | -               | -               | -                 | -                 | -                 | 2     | 0     | 1     |
| Sous-total            | Sous-total            | Sous-total            | 27          | 5           | 3           | -               | -               | -               | -                 | -                 | -                 | 27    | 5     | 3     |
| 2019-2020             | AJ Auxerre            | Ligue 2               | 17          | 4           | 2           | 1               | 1               | 0               | -                 | -                 | -                 | 18    | 5     | 2     |
| 2020-2021             | AJ Auxerre            | Ligue 2               | 36          | 19          | 5           | 1               | 0               | 0               | -                 | -                 | -                 | 37    | 19    | 5     |
| Sous-total            | Sous-total            | Sous-total            | 53          | 23          | 7           | 2               | 1               | 0               | -                 | -                 | -                 | 55    | 24    | 7     |
| 2021-2022             | Dijon FCO             | Ligue 2               | 31          | 7           | 2           | 1               | 1               | 0               | -                 | -                 | -                 | 32    | 8     | 2     |
| 2022-2023             | Dijon FCO             | Ligue 2               | 36          | 12          | 3           | 1               | 0               | 0               | -                 | -                 | -                 | 37    | 12    | 3     |
| 2023-2024             | Dijon FCO             | National              | 1           | 0           | 0           | -               | -               | -               | -                 | -                 | -                 | 1     | 0     | 0     |
| Sous-total            | Sous-total            | Sous-total            | 68          | 19          | 5           | 2               | 1               | 0               | -                 | -                 | -                 | 70    | 20    | 5     |
| 2023-2024             | SM Caen               | Ligue 2               | 33          | 3           | 1           | 3               | 1               | 0               | -                 | -                 | -                 | 36    | 4     | 1     |
| 2024-2025             | SM Caen               | Ligue 2               | 25          | 0           | 1           | 3               | 2               | 0               | -                 | -                 | -                 | 28    | 2     | 1     |
| Sous-total            | Sous-total            | Sous-total            | 58          | 3           | 2           | 6               | 3               | 0               | -                 | -                 | -                 | 64    | 6     | 2     |
| Total sur la carrière | Total sur la carrière | Total sur la carrière | 337         | 83          | 21          | 16              | 8               | 0               | 8                 | 2                 | 0                 | 361   | 93    | 21    |

## Distinctions personnelles
- Meilleur buteur (18 buts) de Ligue 2 en 2015 avec Le Havre AC